# Frank Schmitt (Politiker)

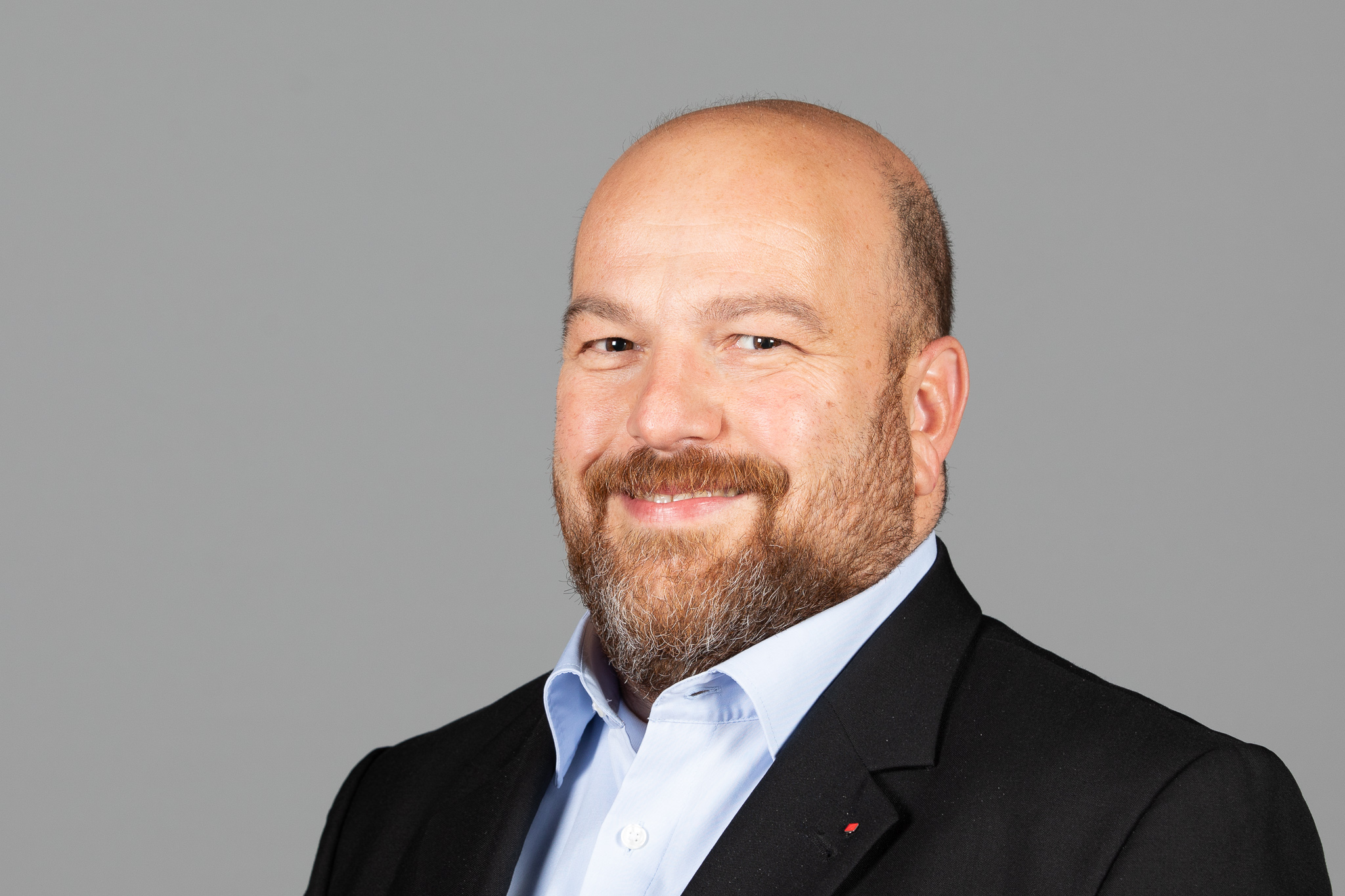
Frank Schmitt (2018)

Frank Schmitt (* 19. August 1968 in Stuttgart) ist ein deutscher Politiker (SPD). Er ist seit 2011 Mitglied der Hamburgischen Bürgerschaft.

## Berufliches und Privates
Nach dem Abitur an der Gesamtschule Stuttgart-Neugereut 1988 begann Schmitt ein Studium der Sozialpädagogik an der Berufsakademie Stuttgart, das er 1992 abschloss. Danach arbeitete er in der Mobilen Jugendarbeit und als Jugendpfleger in Baden-Württemberg. Von 1993 bis 2004 war er zudem nebenberuflich als Dozent in der Ausbildung für Jugend- und Heimerzieher tätig. Seit 2002 arbeitet er in unterschiedlichen Funktionen als Sozialpädagoge bei einem freien Träger der Jugendhilfe in Hamburg.

## Politische Karriere
Schmitt ist seit 2002 Mitglied der SPD. Von 2004 bis 2010 war er stellvertretender Vorsitzender des Distriktes Lurup und von 2004 bis 2008 Beisitzer im Kreisvorstand der SPD Altona sowie zugewählter Bürger der Bezirksversammlung im Bezirk Altona. Dort war er in den Ausschüssen für Wirtschaft, Arbeit, Sicherheit, Verbraucherschutz und im Jugendhilfeausschuss aktiv. Von 2008 bis 2011 war er Mitglied der Bezirksversammlung Altona.
Bei der Bürgerschaftswahl in Hamburg 2011 trat er für die SPD im Wahlkreis Blankenese an. Mit 29.358 Stimmen (12,4 Prozent) gelang ihm der direkte Einzug ins Parlament. Damit ist er seit dem 7. März 2011 Mitglied der Hamburgischen Bürgerschaft. Dort war er Mitglied im Familien-, Kinder- und Jugendausschuss, Ausschuss für Verfassung und Bezirke und dem Parlamentarischen Untersuchungsausschuss Elbphilharmonie. Darüber hinaus gehörte er von April 2011 bis Januar 2012 dem Eingabenausschuss an. Bei der Bürgerschaftswahl in Hamburg 2015 wurde er mit 32.477 Stimmen im Wahlkreis Blankenese erneut direkt in die Bürgerschaft gewählt. Er war im Anschluss Vorsitzender des Ausschusses für Kinder, Familie und Jugend, Mitglied im Verfassungs- und Bezirksausschuss sowie im Verkehrsausschuss und Sprecher der SPD-Fraktion für Bezirke.
Am 23. Februar 2020 gelang Schmitt erneut der Einzug in die Hamburgische Bürgerschaft. Am 24. Juni 2020 wurde er zu einem der Vizepräsidenten der Bürgerschaft gewählt. Dieses Amt hatte er bis März 2025 inne.